# Tri-Nations de rugby à XIII

Le Tri-Nations de rugby à XIII (Rugby League Tri-Nations en anglais) est une ancienne compétition internationale de rugby à XIII créée en 1999 opposant Australiens, Néo-Zélandais et Britanniques. À partir de 2009, cette compétition a été remplacée par le Tournoi des Quatre Nations.

## Compétition
Le tournoi a connu deux formats différents. En 1999, toutes les équipes s'affrontent une fois. À partir de 2004, les équipes s'affrontent deux fois. Les deux équipes comptant le plus de points s'affrontent en finale.
Le décompte des points est le suivant :
- 2 points pour une victoire
- 1 point pour un match nul
- 0 point pour une défaite

Le tournoi débute à la mi-octobre, juste après la finale de la National Rugby League, avec l'entrée en lice de l'Australie et de la Nouvelle-Zélande. La Grande-Bretagne commence le tournoi après la finale de la Super League.

## Histoire
La première édition du Tri-Nations s'est déroulée en 1999, en Australie. Ce tournoi a été marqué par la faiblesse de l'équipe de Grande-Bretagne, qui avant la compétition, s'est inclinée contre une équipe de Queensland Cup, les Burleigh Bears. Cela aura pour conséquence, des affluences médiocres, notamment à Brisbane, pour le match entre les Kangaroos et les Lions. De peur d'une affluence similaire pour la finale à Sydney, les organisateurs préfèrent la délocaliser à Auckland.
Les trois années suivantes, l'Australie domine le rugby à XIII international, en gagnant la coupe du monde 2000 et en remportant les séries face à la Grande-Bretagne en 2001 et 2003, lors des Kangaroos Tours. La presse commence à critiquer le jeu international. En réponse, l'entraîneur des Brisbane Broncos, Wayne Bennett propose de ressusciter le Tri-Nations dès 2004.
À l'exception du match entre l'Australie et la Nouvelle-Zélande, le tournoi 2004 se déroula en Angleterre. Les lions britanniques finissent premier du groupe et rencontrent en finale les australiens. Bien que les Kangourous écrasent les britanniques lors de la finale, l'édition 2004 a été un succès sportif, populaire et financier.
Comme en 2004, à l'exception des deux matchs entre Kangourous et Kiwis, le Tri-Nations 2005 se déroule en Angleterre. En finale, les néo-zélandais battent les australiens sur le score de 24 à 0 et mettent fin à 27 ans d'invincibilité des Kangourous dans une série de tests.
Le Tri-Nations 2006 se déroule en Australie et en Nouvelle-Zélande. Cette édition est marquée par l'affaire du joueur Nathan Fien, qui ne répondant pas aux critères de sélections pour jouer avec la Nouvelle-Zélande, est aligné contre la Grande-Bretagne. Les Kiwis seront lourdement sanctionnés et perdront les points gagnés, à la suite de la victoire contre les Lions britanniques. Ces derniers battront l'Australie à Sydney, sur le score de 23 à 12, leur première victoire en Australie depuis 1992. 
L'Angleterre devrait accueillir l'édition 2009. La Grande-Bretagne sera remplacée par l'Angleterre. La Rugby League International Federation a annoncé, le 10 novembre 2006, que l'équipe de France sera invitée à participer au tournoi en 2009.

## Palmarès
| Années | Lieux                      | Vainqueurs       | score      | Finalistes       |
| 1999   | Australie Nouvelle-Zélande | Australie        | 22-20      | Nouvelle-Zélande |
| 2004   | Angleterre                 | Australie        | 44-4       | Grande-Bretagne  |
| 2005   | Angleterre                 | Nouvelle-Zélande | 24-0       | Australie        |
| 2006   | Australie                  | Australie        | 16-12 a.p. | Nouvelle-Zélande |